# تسوغومي ساكوراي
تسوغومي ساكوراي (مواليد 3 سبتمبر 2001) هي لاعبة مصارعة حرة يابانية، فازت بالميدالية الذهبية في منافسات وزن 57 كجم للسيدات في دورة الألعاب الأولمبية الصيفية 2024 في باريس، فرنسا. كما فازت بالميدالية الذهبية في بطولة العالم للمصارعة ثلاث مرات أعوام 2021، 2022، 2023. كما فازت ساكوراي بالميدالية الذهبية في منافسات بطولة آسيا للمصارعة 2022 التي أقيمت في أولان باتور، منغوليا.

## مسيرتها الرياضية
فازت ساكوراي بالميدالية الذهبية في وزن 55 كجم سيدات في بطولة العالم للمصارعة 2021 التي أقيمت في أوسلو، النرويج. كما فازت بالميدالية الذهبية في منافساتها في بطولة آسيا للمصارعة 2022 التي أقيمت في أولان باتور، منغوليا. فازت ساكوراي بالميدالية الذهبية في بطولة العالم للمصارعة 2022 - وزن 57 كجم للسيدات في بطولة العالم للمصارعة 2022 التي أقيمت في بلغراد، صربيا. وبعد مرور عام، فازت أيضًا بالميدالية الذهبية في حدث وزن 57 كجم للسيدات في بطولة العالم للمصارعة 2023 التي أقيمت في بلغراد، صربيا. ونتيجة لذلك حصلت على مكان في الحصة المخصصة لليابان في دورة الألعاب الأولمبية الصيفية 2024 في باريس، فرنسا. في أكتوبر 2023، فازت ساكوراي بالميدالية الذهبية في سيدات 57 كجم في ألعاب آسيا 2022 التي أقيمت في هانغتشو، الصين. هزمت جونج إن صن من كوريا الشمالية في مباراة الميدالية الذهبية.
فازت بالميدالية الذهبية في مصارعة حرة سيدات 57 كجم في دورة الألعاب الأولمبية الصيفية 2024 في باريس، فرنسا. هزمت أناستازيا نيكيتا من مولدوفا في النهائي.